# Upplands runinskrifter 5
Upplands runinskrifter 5 är ett vikingatida runstensfragment av röd sandsten som hittades på Björkö, Adelsö socken och Ekerö kommun. Runstensfragmentet hittades i en stenhög i norra delen av svarta jorden på Björkö och överlämnades år 1936 till SHM där det förvaras. Fragmentets storlek är 25,5 gånger 13,3 centimeter.

## Inskriften
Translitterering av runraden:
sni(r)iʀ ÷ (u)s----
Normalisering till runsvenska:
Snærriʀ(?), Os[paki](?)
De sex första runorna är troligen ett mansnamn, "Snerrir". Detta förekommer även på runstenen U 128. Även de andra bevarade runorna har sannolikt utgjort ett namn, "Ospaki".